# استدامة اجتماعية

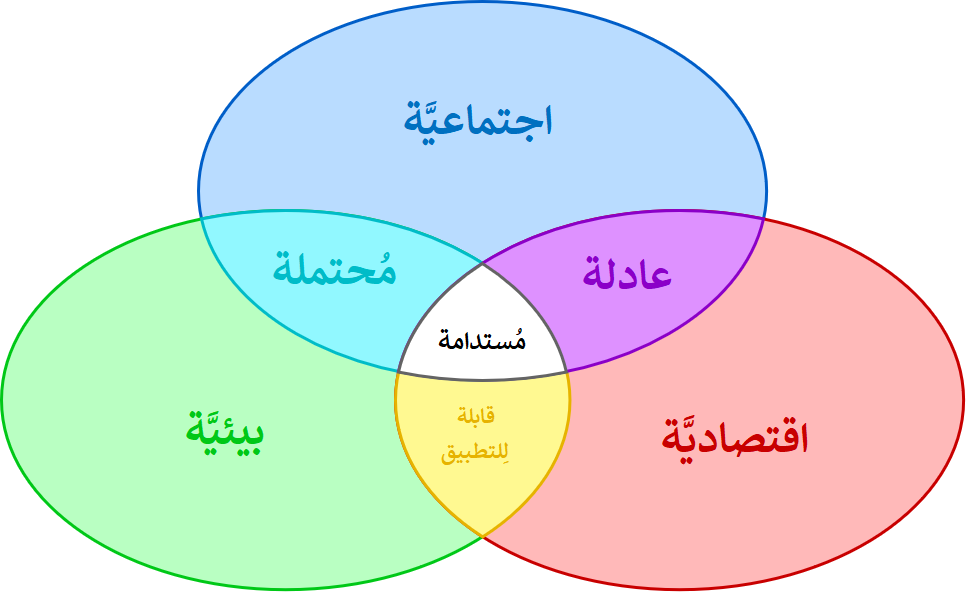

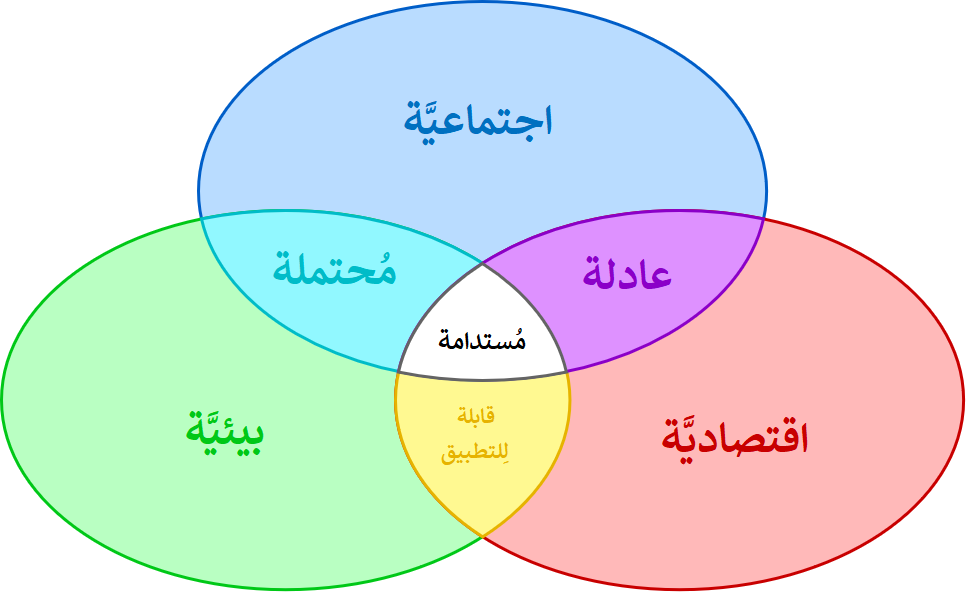

الاستدامة الاجتماعية (بالإنجليزية: Social sustainability)‏، هي نشاط متواصل يهدف إلى الارتقاء بنوعية حياة كافة فئات المجتمع في الحاضر والمستقبل. هذا النشاط روح الجماعة والرعاية التعاونية الشاملة من قبل الأفراد والمؤسسات في المجتمع لمصلحة الدولة والمجتمع بأسره. تتطلب الاستدامة الاجتماعية أن يصل أفراد المجتمع ككل إلى مرحلة يتقبلون فيها أوجه الاختلاف والنظر إليها على أنها موضع القوة والتميز التي تحرك النمو والرفاه للجميع.
وهي عملية تستهدف توسيع خيارات الإنسان، وتتجاوز الدخل والنمو الاقتصادي، لتعمل على الازدهار والتفتح الكامل لقدراته. وتضع الإنسان (احتياجاته وانتظاراته والفرص التي قد تصبح متاحة) في صلب الاهتمامات والأنشطة التي تركز على الرجال والنساء على حدٍ سواء، وكذلك على الأجيال الحالية والمستقبلية.
وهناك عدة مناهج للاستدامة. منها ما يجتمع بمطالب الإنسان من الاستدامة البيئية، والاستدامة الاقتصادية، والاستدامة الاجتماعية، وهو الأكثر قبولاً على نطاق واسع كنموذج لمعالجة الاستدامة. ويشمل مفهوم «الاستدامة الاجتماعية» في هذا النهج مواضيع مثل: العدالة الاجتماعية، والعيش، والإنصاف في مجال الصحة، والتنمية المجتمعية، ورأس المال الاجتماعي، والدعم الاجتماعي، وحقوق الإنسان، وحقوق العمال، وصنع المواليد، والمسؤولية الاجتماعية، والعدالة الاجتماعية، والقدرة على الصمود، والتكيف البشري.

## تعريفات
وفقًا لمجلس غرب أستراليا للخدمات الاجتماعية: «تحدث الاستدامة الاجتماعية عندما تكون العمليات الرسمية وغير الرسمية؛ والأنظمة؛ والبنى؛ والعلاقات داعمة فاعلة لقدرة الأجيال الحالية والمستقبلية لخلق مجتمعات صحية وقابلة للحياة. المجتمعات المستدامة اجتماعيًا محققة للمساواة، والتنوع، والترابط، والديمقراطية، وتوفر جودة جيدة للحياة».
من التعريفات الأخرى تعريف طورته مؤسسة «سوشال لايف – حياة اجتماعية»، وهي مؤسسة اجتماعية مقرها في المملكة المتحدة تختص بالابتكار المبني على المكان. وهم يعرفون الاستدامة الاجتماعية بأنها: «عملية لإنشاء أماكن مستدامة وناجحة تدعو للرفاهية، من خلال فهم ما يحتاجه الناس من الأماكن التي يعيشون ويعملون فيها. تجمع الاستدامة الاجتماعية بين تصميم العالم الفيزيائي وتصميم العالم الاجتماعي – والبنية التحتية لدعم الحياة الثقافية والاجتماعية، والخدمات الاجتماعية، وأنظمة إشراك المواطنين، ومساحات لتطور الأشخاص والأماكن».

## الأبعاد
لقد طورت الحياة الاجتماعية إطار للاستدامة الاجتماعية في أربعة أبعاد وهم: المرافق والبنية التحتية، والحياة الاجتماعية والثقافية، والرأي والنفوذ ومعدل النمو. وقد عرف الاقتصادى والفيلسوف الهندى (أمارتيا كومار) - والحائز على جائزة نوبل- أبعاد الاستدامة الاجتماعية كالتالى:-
1- المساواة: توفير المجتمع للفرص والموارد المتساوية لجميع الأفراد: وخاصة للفقراء والضعفاء بالمجتمع.
2- الاختلاف: الترويج لثقافة الاختلاف وتقبله.
3- الترابط الاجتماعى: دعم الترابط الاجتماعى بتوفير نظام وهيكل يعزز التماسك  داخل وخارج المجتمع على الصعيد العام المهني والمؤسسي.  
4- مستوى المعيشة: يؤمن المجتمع المتطلبات الأساسية التي تهيئ حياة كريمة للجميع على مستوى الفرد والجماعة والمجتمع كالصحة والسكن  والتعليم والعمالة والسلامة.
5- الديمقراطية: يقدم المجتمع عملية ديمقراطية وهيكل حكومي خاضع للمساءلة.
6- النضج الاجتماعى: أن يتحمل الفرد مسئولية النماء والتطور المستمر على نطاق اجتماعى شامل كأساليب التواصل وأنماط السلوك والتعلم بشكل غير مباشر.
ومن ناحية أخرى، تعزز التنمية البشرية المستدامة قدرات الأجيال الحالية دون المساس بإمكانيات الأجيال القادمة.
تعتبر برامج التنمية الإنسانية الموارد الطبيعية والبيئة وسيلة فقط لتحقيق مستويات معيشة أفضل كما يمثل الدخل وسيلة لزيادة الدخل للإنفاق ومن ثم الرفاهية.

## التطبيق والتحقق
تنص المبادئ التوجيهية للأمم المتحدة بشأن الأعمال التجارية وحقوق الإنسان على أنه من الواجب على البلدان «احترام، وحماية، وتحقيق حقوق الإنسان والحريات الأساسية» وأن المؤسسات التجارية ملزمة بالخضوع لكل القوانين الجارية واحترام حقوق الإنسان. يجب توثيق كل من إنتاج البضائع والخدمات وشرائها للتحقق من إرضاء هذه المبادئ والقوانين الدولية.
تتضمن المبادئ التوجيهية للأمم المتحدة أيضًا إطار إبلاغ، يعلم الشركات كيفية الإبلاغ عن تفاعلهم مع قضايا حقوق الإنسان. بالإضافة إلى أن موارد مثل فري تو وورك، والمبادرة العالمية للتقارير، ومركز موارد الأعمال التجارية وحقوق الإنسان كلها توفر معلومات عن تصريحات المنظمات والأداء في الاستدامة الاجتماعية. تتوفر شهادات من منظمات معترف بها دوليًا ومعتمدة للمساعدة في التحقق من الاستدامة الاجتماعية للمنتجات والخدمات. من الأمثلة على هذه المنظمات والمبادرات مجلس رعاية الغابات (المنتجات الورقية ومنتجات الغابات)، وكيمبرلي بّروسيس (الماس).